# Indotyphlops loveridgei
Indotyphlops loveridgei är en ormart som beskrevs av Constable 1949. Indotyphlops loveridgei ingår i släktet Indotyphlops och familjen maskormar. Inga underarter finns listade i Catalogue of Life.
Denna orm förekommer enligt en obekräftad beskrivning i norra Indien. Hos de flesta maskormar lägger honor ägg.